# Colonia Laureles
Colonia Laureles är en ort i Mexiko, tillhörande kommunen Isidro Fabela i delstaten Mexiko. Orten hade 451 invånare vid folkräkningen 2010.